# Рива деј Тесали (Таранто)
Рива деј Тесали (итал. Riva dei Tessali) је насеље у Италији у округу Таранто, региону Апулија.
Према процени из 2011. у насељу је живело 16 становника. Насеље се налази на надморској висини од 13 м.